# 西米·阿武乔
西米索拉·费伊莎约·阿武乔（英語：Simisola Feyishayo Awujo；2003年9月23日—），美国和加拿大女子足球运动员，司职中场，目前效力于曼彻斯特联足球俱乐部和加拿大国家女子足球队。她曾代表加拿大参加2024年夏季奥林匹克运动会女子足球比赛。